# Відень
Ві́день (нім. Wien [ˈviːn], бавар. Wean [veɐ̯n]) — федеральна столиця Австрії. Є одночасно однією з 9 земель Австрії, зусібіч оточеною територією іншої землі — Нижньої Австрії. На 2020 рік населення становить 1 911 191 мешканця; разом із передмістями — близько 2,6 млн (понад 25 % відсотків жителів Австрії); таким чином, Відень є найнаселенішим містом в Австрії, посідає одинадцяте місце серед найбільших міст Європейського Союзу за чисельністю населення і друге місце серед німецькомовних міст за тим же показником, поступаючись Берліну. Культурний, економічний і політичний центр Австрії.
Відень є третім містом — резиденцією ООН після Нью-Йорка і Женеви. Міжнародний Віденський Центр (так званий UNO-City) включає МАГАТЕ, УНЗ ООН, Організації ООН з промислового розвитку (ЮНІДО) тощо. У Відні містяться штаб-квартири інших міжнародних організацій: ОПЕК, ОБСЄ тощо.
Протягом багатьох століть Відень був містом-резиденцією Габсбургів, а за часів їхнього правління і столицею Священної Римської імперії, завдяки цьому він перетворився в культурний і політичний центр Європи. У 1910 році у Відні проживало два мільйони людей, воно займало четверте місце серед найбільших міст світу, поступаючись лише Лондону, Нью-Йорку і Парижу. Після Першої світової війни, що призвела до остаточного розвалу імперії, населення Відня скоротилося майже на чверть і рости перестало.
Старе місто Відня в грудні 2001 р. було внесене до переліку Культурної спадщини ЮНЕСКО.
Згідно з результатами міжнародного дослідження агентства Mercer, опублікованого в березні 2019 року, у якому порівнювалася якість життя в 231 місті, Відень посів перше місце у світі за якістю життя. Журнал The Economist у 2019 році також поставив Відень на перше місце у світі за комфортністю проживання.
Згідно з результатами дослідження науково-аналітичного підрозділу The Economist Group (EIU), Відень вже третій рік поспіль посідає першу сходинку щорічного рейтингу найкращих для життя міст, The Global Liveability Index 2024.

## Назва
Оригінальна назва Wien походить від назви однойменної річки. Традиційно вважається, що перша згадка цієї назви міститься в Зальцбурзьких анналах від 881 року: ad Uueniam («при Відні»), причому про наявність поселення на її берегах не повідомляється. Давньоверхньонімецька назва Wenia, від якої і походить сучасна, сходить до кельтського Vedunia («Лісовий Струмок»), при цьому можливе слов'янське посередництво при засвоєнні кельтської назви. До Wenia сходять англ. і італ. Vienna, ісп. Viena, фр. Vienne, а також болг. Виена, біл. і рос. Вена.
Прийняті в деяких слов'янських мовах назви (чеськ. Vídeň, словац. Viedeň, пол. Wiedeń, укр. Відень) сходять до назви римського поселення Vindobona, яке розташовувалося на березі Венії і теж має кельтську етимологію, здогадно означаючи «ясне, біле поселення»: vindo- («яскравий, ясний»; пор. ірл. fionn, валл. gwyn) + -bona («поселення»). У словенській мові Відень називається Dunaj — за ім'ям однойменної річки.
Прийнята в деяких інших мовах назва «Беч» (угор. Bécs, сербохорв. Beč/Беч, тур. Beç) має, здогадно слов'янське походження і первісно вживалася щодо однієї з аварських фортець, розташованої в цій місцевості.

## Географія
Площа Відня становить 414,75 км². Таким чином, Відень є найменшою федеральною землею Австрії.
Місто розташоване в північно-східній частині Австрії біля підніжжя Альп, за 60 км від кордону зі Словаччиною.
Через місто протікає Дунай з своїм рукавом Донауканалом і річка Відень. Історично місто розвивалося на південь від Дунаю, проте в останні два сторіччя, Відень ріс обабіч річки.
Найбільша висота міста над рівнем моря в районі Германскогеля (542 м), а найменша — в Еслінґу (155 м). Місто оточує Віденський ліс.
Географічно вигідне розташування робить Відень зручним місцем для розвитку відносин з іншими країнами Центрально-Східної Європи. Це стало особливо відчутно після 1989 р., коли впала т. зв. «залізна завіса». Наприклад, до столиці Словаччини Братислави від Відня лише 60 км — це найкоротша відстань між двома європейськими столицями (за винятком Ватикану та Рима).

## Структура міста
За формою Відень нагадує коло, перетнуте хордою річки Дунай.
З часів Римської імперії місто розширювалося концентричними колами. Його центральна частина, т. зв. «внутрішнє місто» (нім. Innere Stadt), майже збігається з адміністративними межами 1-го міського округу.
Рінґ є кільцеподібним ланцюжком бульварів. Історія Рінґу почалася 1857 року, коли цісар ухвалив зруйнувати вже непотрібні фортифікаційні споруди.
Ґюртель, який утворює концентричне коло навколо Рінґу, виник 1890 року. Він поглинув навколишні села. За Ґюртелем розташований т. зв. «червоний Відень» (робітничі квартали, збудовані соціалістичним урядом у 1923–1934 рр.).

### Адміністративний поділ

Адміністративний поділ Відня

Місто Відень розділене на 23 райони:
1. Внутрішнє місто (Innere Stadt)
2. Леопольдштадт (Leopoldstadt)
3. Ландштрасе (Landstraße)
4. Віден (Wieden)
5. Марґаретен (Margareten)
6. Маріагільф (Mariahilf)
7. Нойбау (Neubau)
8. Йозефштадт (Josefstadt)
9. Альзерґрунд (Alsergrund)
10. Фаворітен (Favoriten)
11. Зіммерінґ (Simmering)
12. Майдлінґ (Meidling)
13. Гітцинґ (Hietzing)
14. Пенцинґ (Penzing)
15. Рудольфсгайм-Фюнфгаус (Rudolfsheim-Fünfhaus)
16. Оттакрінґ (Ottakring)
17. Гернальс (Hernals)
18. Верінґ (Währing)
19. Дьоблінґ (Döbling)
20. Бріґіттенау (Brigittenau)
21. Флорідсдорф (Floridsdorf)
22. Донауштадт (Donaustadt)
23. Лізінґ (Liesing).

## Клімат

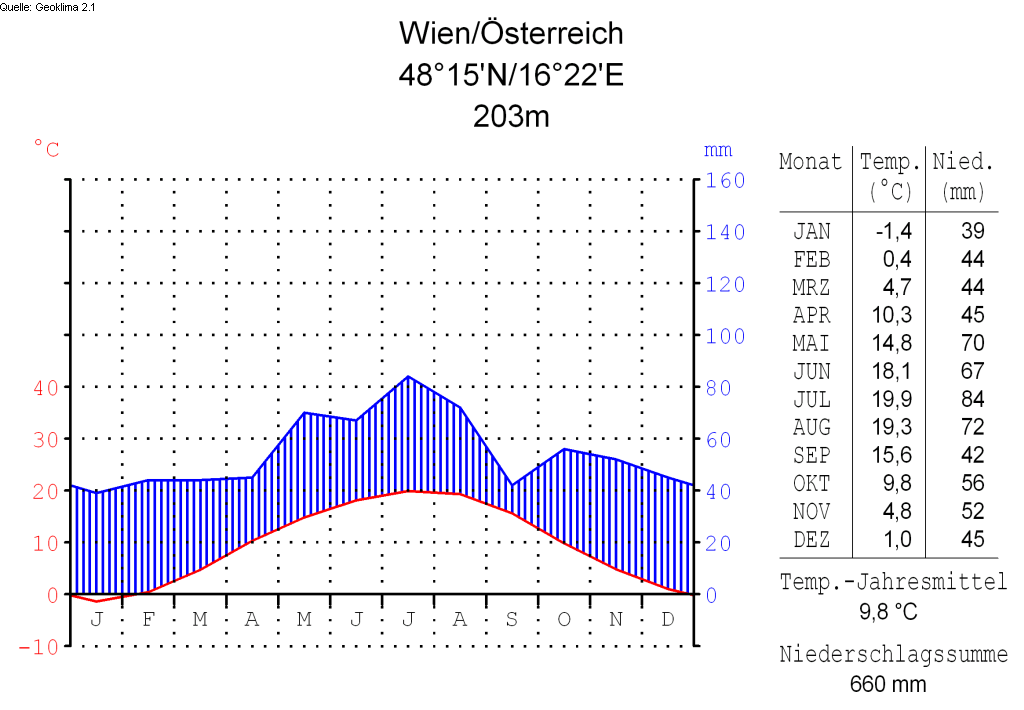
Кліматичний графік

Загальна характеристика для Відня — клімат субальпійський, на його формування істотно впливає сусідство з горами, взимку середня температура повітря −1,5 °C, рідко бувають морози від −12 до −18 °C, часті снігопади, влітку середня температура повітря біля +20 °C., кількість атмосферних опадів — 700—2000 мм на рік.
За класифікацією Кьоппена (Köppen), Відень розташований в континентальному поясі вологого підтипу. У місті є тепле літо з високою середньою температурою 22 — 26 °C, з максимумами, що, деколи, перевищують 30 °C і їх падіння становить близько 15 °C. Зима порівняно холодна з середньою температурою близькою до точки замерзання, із снігопадами в період з грудня по березень. Весна і осінь помірні — прохолодно-м'які.
| Клімат Відня                                               | Клімат Відня | Клімат Відня | Клімат Відня | Клімат Відня | Клімат Відня | Клімат Відня | Клімат Відня | Клімат Відня | Клімат Відня | Клімат Відня | Клімат Відня | Клімат Відня | Клімат Відня |
| Показник                                                   | Січ.         | Лют.         | Бер.         | Квіт.        | Трав.        | Черв.        | Лип.         | Серп.        | Вер.         | Жовт.        | Лист.        | Груд.        | Рік          |
| Абсолютний максимум, °C                                    | 16,8         | 19,5         | 25,4         | 27,4         | 31,5         | 36,5         | 36,1         | 37,0         | 31,8         | 24,8         | 21,3         | 16,4         | 37,0         |
| Середній максимум, °C                                      | 3,8          | 6,1          | 11,5         | 16,1         | 21,3         | 24,0         | 26,7         | 26,6         | 21,1         | 15,3         | 8,1          | 4,6          | 15,3         |
| Середня температура, °C                                    | 1,2          | 2,9          | 6,4          | 11,5         | 16,5         | 19,1         | 21,7         | 21,6         | 16,8         | 11,6         | 5,5          | 2,4          | 11,4         |
| Середній мінімум, °C                                       | −0,8         | 0,3          | 3,5          | 7,8          | 12,5         | 15,1         | 17,4         | 17,5         | 13,6         | 8,8          | 3,6          | 0,5          | 8,3          |
| Абсолютний мінімум, °C                                     | −17,6        | −16,4        | −10,4        | −2,1         | 4,9          | 6,8          | 10,9         | 10,1         | 5,6          | −1,8         | −7           | −15,4        | −17,6        |
| Середня кількість сонячних годин на місяць                 | 70,1         | 101,6        | 142,9        | 197,5        | 238,5        | 237,9        | 263,1        | 251,6        | 181,6        | 132,3        | 66,7         | 51,8         | 1935,5       |
| Норма опадів, мм                                           | 21.3         | 29.3         | 39.1         | 39.2         | 60.9         | 63.3         | 66.6         | 66.5         | 50.4         | 32.8         | 43.9         | 34.6         | 547.9        |
| Днів з опадами                                             | 5,3          | 6,0          | 8,1          | 6,3          | 8,3          | 9,3          | 8,2          | 8,5          | 6,9          | 6,0          | 7,5          | 7,6          | 88           |
| ---------------------------------------------------------- | ------------ | ------------ | ------------ | ------------ | ------------ | ------------ | ------------ | ------------ | ------------ | ------------ | ------------ | ------------ | ------------ |
| Джерело: Central Institute for Meteorology and Geodynamics |              |              |              |              |              |              |              |              |              |              |              |              |              |

## Історія

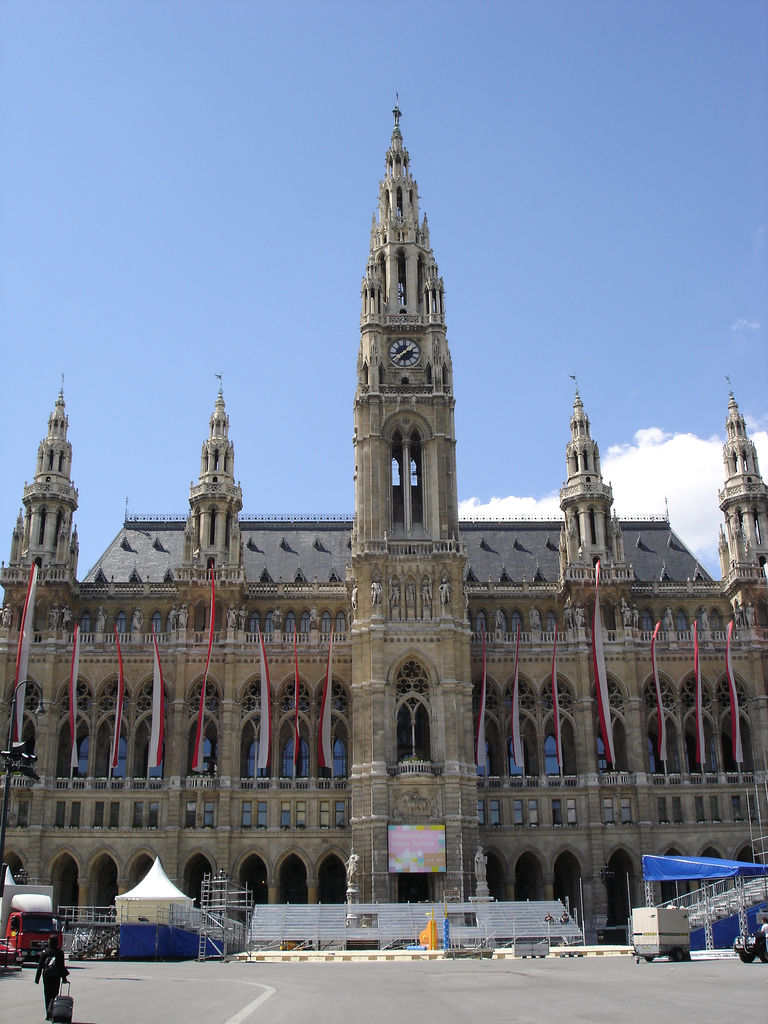
Віденська ратуша

Спочатку Відень був кельтським поселенням під назвою Віндобона, заснованим близько 500 року до н. е. на місці сучасного центрального округу міста. У 15 році до н. е. місто завоював XIII римський легіон «Gemina», воно перетворилося на форпост Римської імперії на шляху германських племен з півночі.
Після відходу римлян навколо руїн Віндабони згодом виникли оселі, а близько 800 року збудували церкву Св. Рупрехта — найстарішу зі збережених церков Відня. 881 року місто вперше згадується під назвою Веніа (Wenia). Наступні згадки датують 1030-ми роками. Витримавши декілька нападів слов'ян і угорців, до X століття Відень став важливим торговим містом.
До середини XII століття Відень — резиденція австрійських герцогів Бабенберґів. 1155 року герцог Генріх II Бабенберґ побудував будинок на площі Am Hof. У 1137—1147 роках збудували першу церкву на місці собору Святого Стефана. Сучасний собор споруджено в XIII—XV століттях.

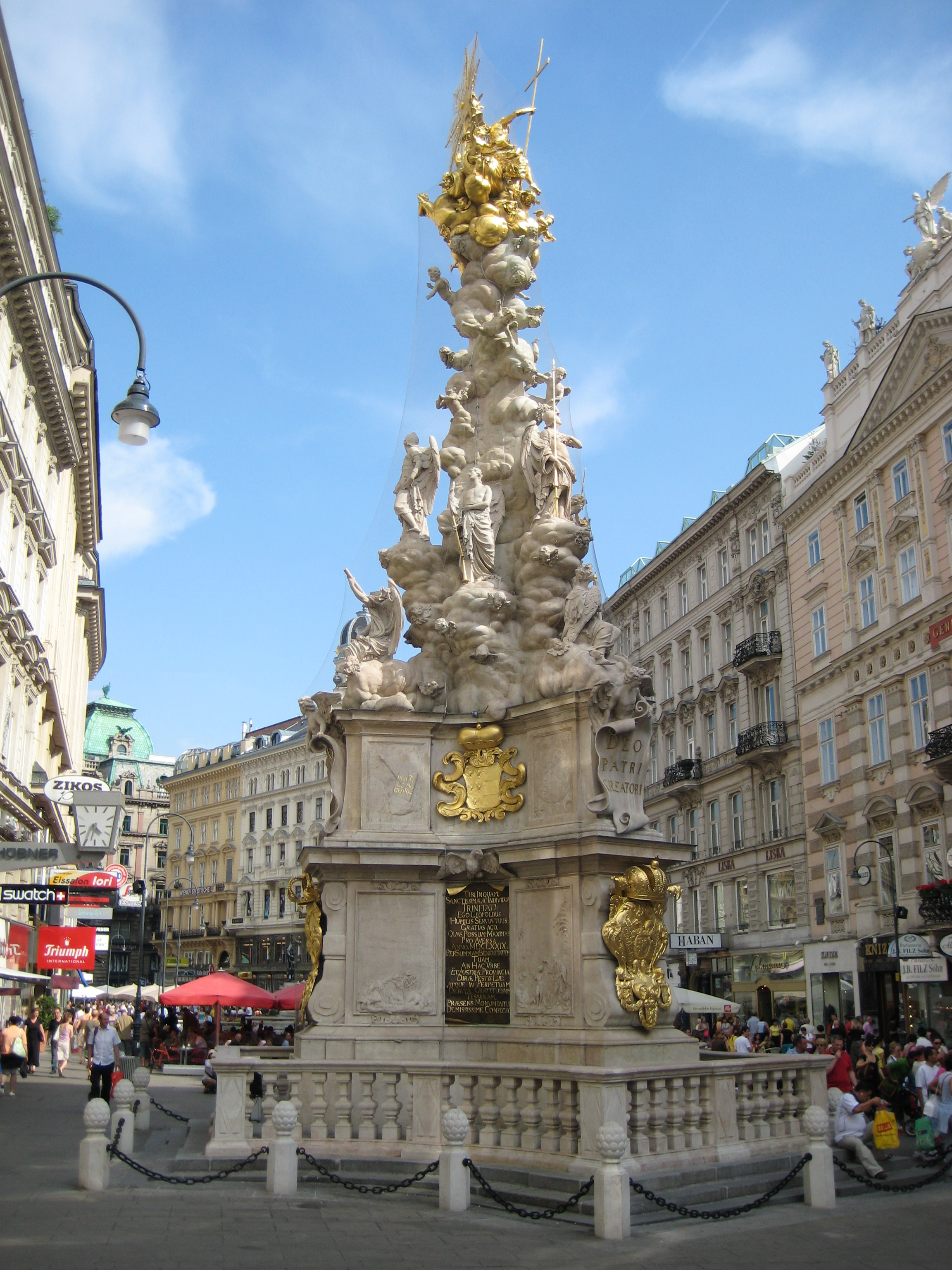
Чумний стовп

З 1278 року Відень став форпостом династії Габсбурґів. 1469 року імператор Фрідріх III домігся від папи Павла II заснування у Відні дієцезії (доти Австрія була духовно підпорядкована єпископові Пассау).
У 1529 і 1683 роках Відень безуспішно брали в облогу турки.
1679 року вибухнула епідемія чуми. 100-тисячне населення міста зменшилося на третину.
Із XVI століття Відень — столиця багатонаціональної держави австрійських Габсбургів; з XVII століття і особливо у XVIII столітті місто стало осереддям численної придворної бюрократії. З XVIII століття тут розвивається мануфактурна промисловість (текстильне виробництво і виробництво предметів розкоші). У XVIII — початку XIX століття Відень — важливий центр світової культури, особливо музичної. У 1805 і 1809 роках місто перебувало під окупацією військ Наполеона. 1814 року тут пройшов Віденський конгрес, що сформував політичну карту Європи на 100 наступних років.
У першій половині XIX століття бурхливо розвивалися культура та мистецтво — виник стиль бідермаєр, засновниками якого стали відомі віденські композитори, художники і театральні діячі. Відень перетворився на всеєвропейський музичний центр. Епоха бідермаєра завершилася революцією 1848 року, у якій віденці брали активну участь.
Наприкінці XIX століття у Відні тривало процвітання культури, науки й освіти. Світовою популярністю користувалися Віденський університет і Академія наук. 1897 року представники віденської богеми створили групу «Secession» (Коломан Мозер, Ґустав Клімт і Отто Ваґнер.
На початку XX століття Відень — найбільше місто в Європі (понад 2 млн населення; зараз — 1,67 млн). Проте з поразкою Австро-Угорщини в Першій світовій війні місто втратило свій вплив.
Війна призвела до падіння Габсбурґів і спричинила занепад Відня, породжений інфляцією та політичною боротьбою між соціалістами та консерваторами. У 1918—1934 роках в міській раді Відня переважали соціал-демократи, через що місто отримало умовну назву «Червоний Відень». Муніципалітет, що балансував між інтересами мас і капіталу, реалізував обширну програму будівництва доступного житла і міської інфраструктури, але не міг запобігти зіткненню між партіями. 1928 року у Відні почалися масові заворушення, які забрали 89 життів; 1934 року спалахнуло Лютневе повстання. Режим австрофашизму, що прийшов до влади 1934 року, не зміг зберегти незалежність країни, і в ніч проти 12 березня 1938 року до Відня ввійшли гітлерівські війська.
Відень було окуповано в ході Віденської наступальної операції 13 квітня 1945 року спільними діями радянського 3-го Українського фронту (командувач Маршал Радянського Союзу Федір Толбухін та Австрійського руху опору, очолюваного майором Карлом Соколом (нім. Carl Szokoll).
Згідно з угодою про зони окупації в Австрії і про управління Віднем (липень 1945 р.), місто розділили на 4 сектори окупації: радянський, американський, англійський і французький; центр перебував під спільною 4-сторонньою окупацією. Окупаційні війська залишили місто 1955 року. У 2-й половині 1950-х рр. Відень знов розгорнув масове будівництво муніципального житла, в 1970—1980-ті рр. істотно реконструювали центр міста, уникнувши при цьому небезпек «брюсселізації».
2004 року у Відні вперше був скликаний Віденський економічний форум, створений для розвитку економічного співробітництва і просування інвестицій у країнах від Адріатики до Чорного моря.

## Демографія

### Населення

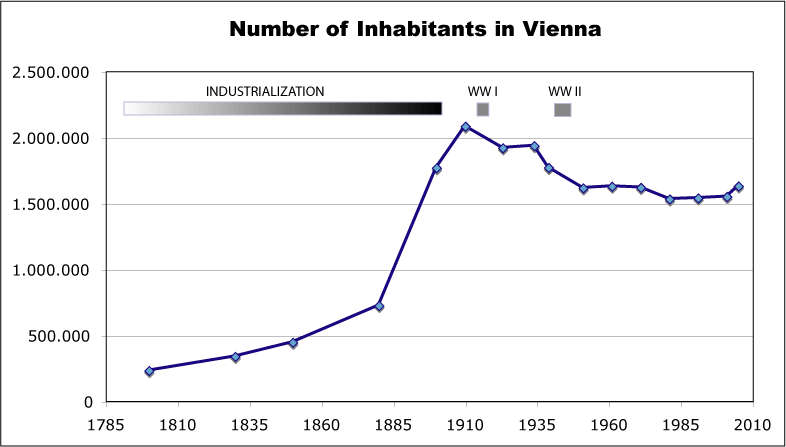
Демографічний графік зросту населення Відня

У зв'язку з індустріалізацією та імміграцією з інших частин Австрійської імперії у 1910 році, у Відні мешкало понад 2 мільйони жителів, і це було одне з шести найбільших міст у світі. На рубежі століть у Відні було дуже багато чеського та угорського населення, однак, після першої світової війни, багато чехів і угорців повернулися у свої споконвічні країни, що призвело до зниження віденської громади. В самий розпал міграції, близько однієї третини населення столиці імперії було слов'янського або угорського походження.
До 2001 року 16 % містян, при перепису населення, що проживали в Австрії були іншої національності, ніж австрійської, майже половина з яких були з колишньої Югославії, перш за все серби, а далі турки (39000 або 2,5 %), поляки (13600, або 0,9 %) і німці (12700, або 0,8 %).
| Рік                            | 1754      | 1800      | 1850      | 1900      | 1910      | 1923      | 1939      |
| Загальна чисельність населення | 175,460   | 271,800   | 551,300   | 1,769,137 | 2,083,630 | 1,918,720 | 1,770,938 |
|                                |           |           |           |           |           |           |           |
| Рік                            | 1951      | 1961      | 1971      | 1981      | 1991      | 2001      | 2008      |
| Загальна чисельність населення | 1,616,125 | 1,627,566 | 1,619,885 | 1,531,346 | 1,539,848 | 1,550,123 | 1,678,435 |

### Мови міста
Відень є центром австрійської групи (діалекту) німецької мови. Австрійським діалектом говорять всі жителі міста, він є за своєю лексикою близький до баварського діалекту (баварська мова), а іноді із значною кількістю мовних запозичень періоду Монархії Габсбургів, особливо з чеської та угорської мов. Значна частина мешканців сьогоднішнього міста володіє класичною німецькою мовою, а також деякими етнічними мовами меншин, що переселилися до міста. Зокрема, це угорська, чеська, словацька, сербська, турецька, боснійська та хорватські мови, а також окремо слід виділити ромів, що населяють Відень та його околиці.

### Релігія
Відень є центром єпархії Римо-Католицької церкви. За переписом населення 2001 року, населення міста розподіляється за релігіями так:
- Католицизм 49,2 %
- Небоговірні 25,7 %
- Іслам 7,8 %
- Православ'я 6,0 %
- Протестантизм (в основному лютеранство) 4,7 %
- Юдаїзм 0,5 %
- Інше або без відповіді 6,3 %

## Україніка

### Історія
Про значну роль українців в історії Відня свідчить участь козаків у битві 1683 року та заснування у 1784 році центральної греко-католицької парафії при церкві святої великомучениці Варвари на Постґассе, яка дотепер є осередком українського життя в Австрії.
24 березня 1923 р. відбулись загальні збори представників української та білоруської громад (600 осіб; зокрема, М.Левицький, С.Русова, О.Терлецький), на яких було засуджено рішення Ради послів держав Антанти щодо східних кордонів Польщі від 15 березня 1923 р. про анексію Східної Галичини Польщею.

### Відомі люди

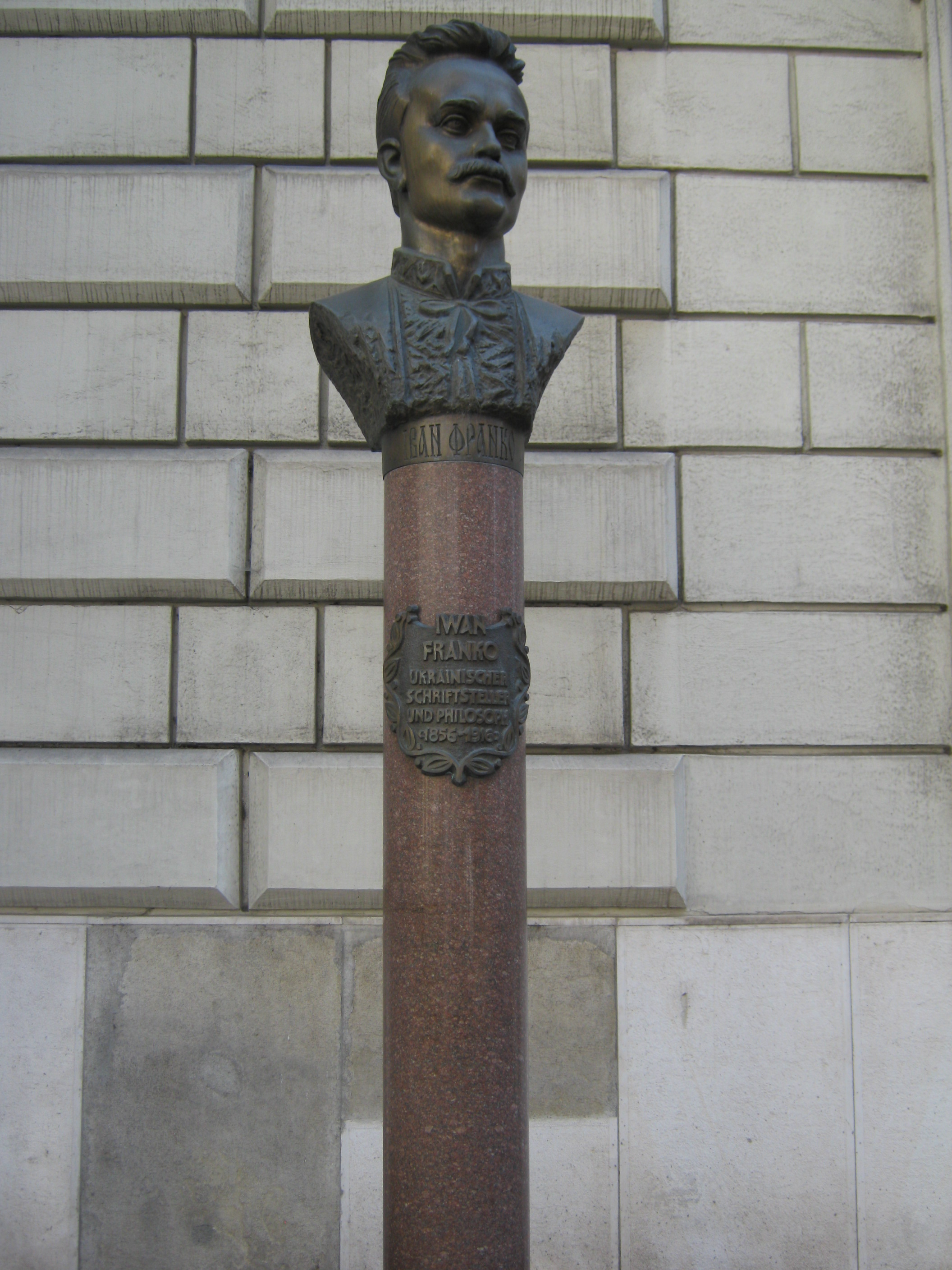
Погруддя І.Франка у Відні

#### Народились
- Гуґо Противенський (*1882 — †?) — командир 11-тої Стрийської бригади УГА.
- Август-Йосип Кучера (*1887 — †?) — підполковник Армії УНР[17].
- Альфонс Ерле (*1888 — †1939) — начальник штабу I-го корпусу Української Галицької Армії, згодом Бригадефюрер СА.
- Рудольф Странський (*1893 — †1965) — командир 14-тої бригади УГА.
- Едвард Бернгубер (*1897 — †1920) — військовий льотчик Повітряного флоту УНР.
- Франц Рудорфер (*1897 — †1919) — військовий льотчик-ас Української Галицької Армії
- Оскар Гомолка (1898—1978) — австрійський актор
- Ярослава Поповська— (*1914 — †1995) — громадська та культурна діячка післявоєнної Перемишльщини
- Тетяна Антонович (*1915 — †2001) — лікарка, громадська діячка.
- Борис Левицький(*1915 — †1984) — журналіст, публіцист і політичний діяч.
- Віктор Поспішіл — (*1915 — †2006) — релігійний діяч, священник УГКЦ, доктор канонічного права.
- Олена Весоловська (*1917 — †2003) — громадська діячка.
- Осип Хома (*1917 — †1958) — боксер, стрілець УПА.
- Іван Лисяк-Рудницький (*1919 — †1984) — історик, політолог, публіцист.
- Руслана Антонович (*1938) — американська піаністка українського походження.
- Роман Купчинський (*1944 — †2010) — український і американський журналіст, розвідник.
- Ігор Пясковський (*1946 — †2012) — музикознавець, доктор мистецтвознавства.
- Сергій Сінченко (*1946) — політик.
- Георгій Казаков (*1947 — †2013) — графік і живописець.
- Валентин Соколовський (*1947) — кінодокументаліст, сценарист, письменник, драматург.
- Оксана Славова (*2001) — австрійська художня гімнастка українського походження.

#### Померли
- Броніслав Абель — начальник штабу 11-тої Стрийської бригади УГА.
- Володимир Бучацький — суддя, актор, письменник.
- Олександр Греків — генерал-хорунжий Армії УНР, Начальний командант УГА.
- Андрій Жук — громадсько-політичний діяч, дипломат і публіцист.
- Дмитро Катамай — військовик (четар Легіону УСС), публіцист і редактор, громадський діяч.
- Василь Колотило — публіцист, громадсько-культурний діяч.
- Еміль Клюн — командир вишколу Української Галицької армії.
- Юрій-Франц Кульчицький — шляхтич гербу Сас, перекладач та розвідник польського короля Яна Собеського, герой Віденської битви 1683 року; згодом — віденський підприємець, власник однієї з перших віденських кав'ярень, вважається автором рецепту віденської кави.
- Йоганн Куніш — начальник штабу Першого корпусу УГА.
- Антон Легар — перший командир бойової групи «Наварія» Української Галицької Армії.
- Фердинанд Льонер — начальник штабу I-го корпусу Української Галицької армії.
- Галя Мороз — діячка молодіжного і національно-визвольного руху, членкиня Організації українських націоналістів.
- Микола Нодь — літератор, музикант, громадський діяч.
- Підляшецький Орест-Омелян — отаман УГА, судовий референт Державного секретаріату військових справ.
- Клавдія Радкевич — драматична артистка і співачка (альт).
- Герман Рілінґ — австрійський, український та німецький військовий діяч, поручник УГА, командир підрозділу жандармерії ЗУНР.
- Андрій Розумовський — російський граф, пізніше — князь, дипломат, дійсний таємний радник 1-го класу українського походження, син останнього українського гетьмана Кирила Розумовського, приятель і меценат Людвіга вана Бетховена.
- Єронім Стрілецький — церковний діяч, письменник, ієромонах-василіянин.
- Петро Терещук — скульптор.
- Василь Черський — командир 3-ї Бережанської та Гірської бригад УГА.

#### Перебували в місті
- Українець Ю. Кульчицький започаткував традицію славетної віденської кави. На його честь перейменована колишня вулиця Лінієнгассе (Liniengasse) на Колшіцкіґассе (Kolschitzkygasse). На розі вулиць Kolschitzkygasse і Favoritenstrasse, 46 на фасаді будинку 12 вересня 1885 року у річницю битви на горі Каленберг було встановлено пам'ятник Юрію Кульчицькому.
- З осені 1892 року Іван Франко працював у Відні над завершенням своєї докторської дисертації про духовний роман «Варлаам і Йоасаф» (під керівництвом Ватрослава Ягича), яку 1 липня 1893 р. захистив у Віденському університеті. Згодом І.Франко активно співпрацював у віденській пресі (збірка його німецькомовних праць складає книгу обсягом 700 сторінок).[18]. У місті є 2 меморіальні таблиці на його честь, а також погруддя роботи львівського скульптора Любомира Яремчука, встановлене у 1999 році праворуч церкви Святої Великомучениці Варвари. Відкриття пам'ятника відбулося 28 травня 1999 року. Проєкт цього пам'ятника створили архітектори Василь Каменщик та Володимир Турецький[19].

У Відні є пам'ятник І.Мазепі, пам'ятник українським козакам — учасникам «Віденської відсічі» у парку (Türkenschanzpark) 19-го адміністративного району Відня, Лесі Українки, Л.Курбаса, М.Грушевського, І.Пулюя та П.Куліша (саме у Відні вони видали 1903 року свій український переклад Біблії), І.Горбачевського, А.Гнатишина, К.Томащука. В період 1916—1918 років у Відні друкувався часопис Ukrainische Blätter.

### Освіта
В Інституті славістики Віденського університету діє відділення україністики, де навчаються 20-30 студентів.

## Інфраструктура міста

### Освіта

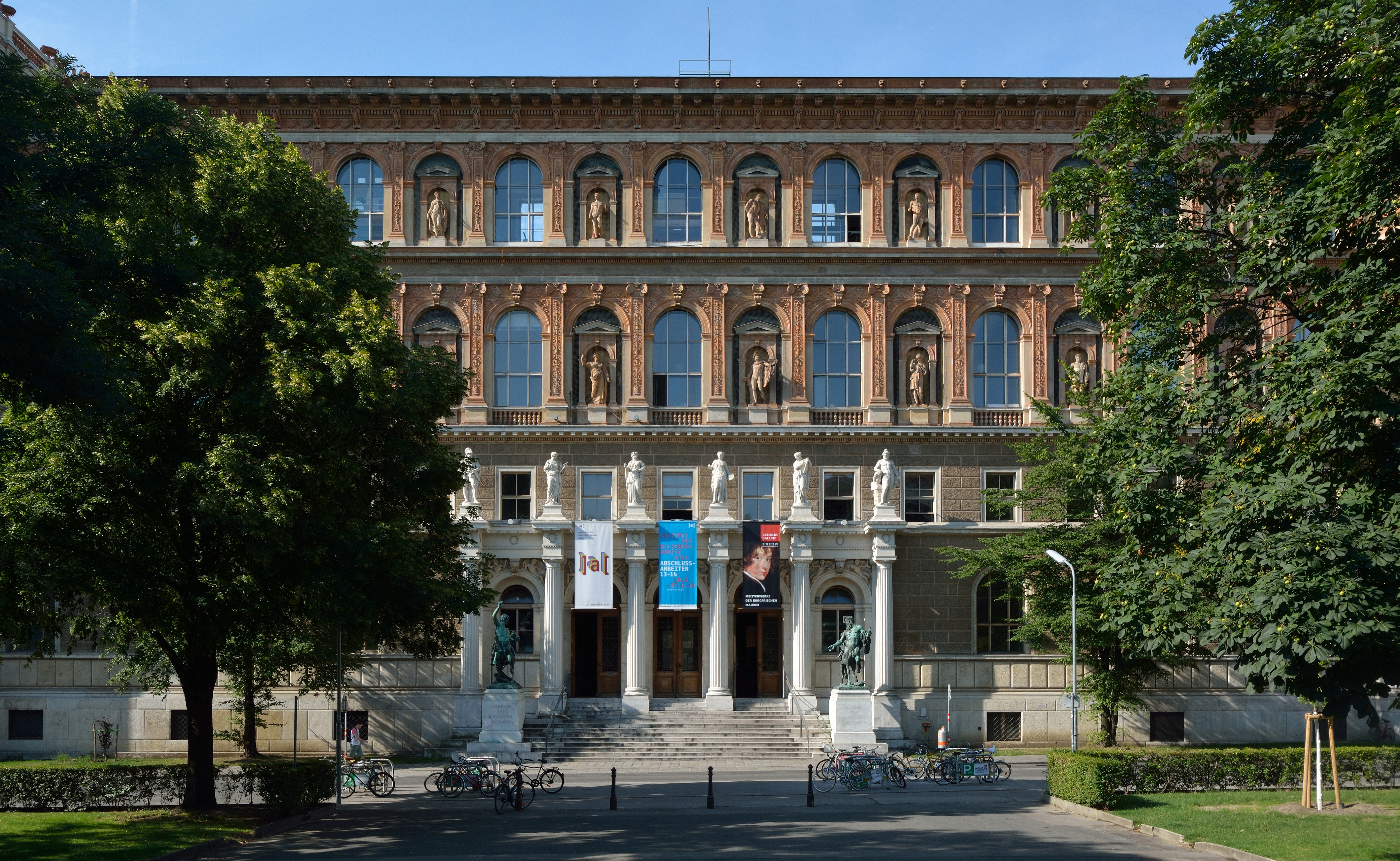
Академія образотворчих мистецтв

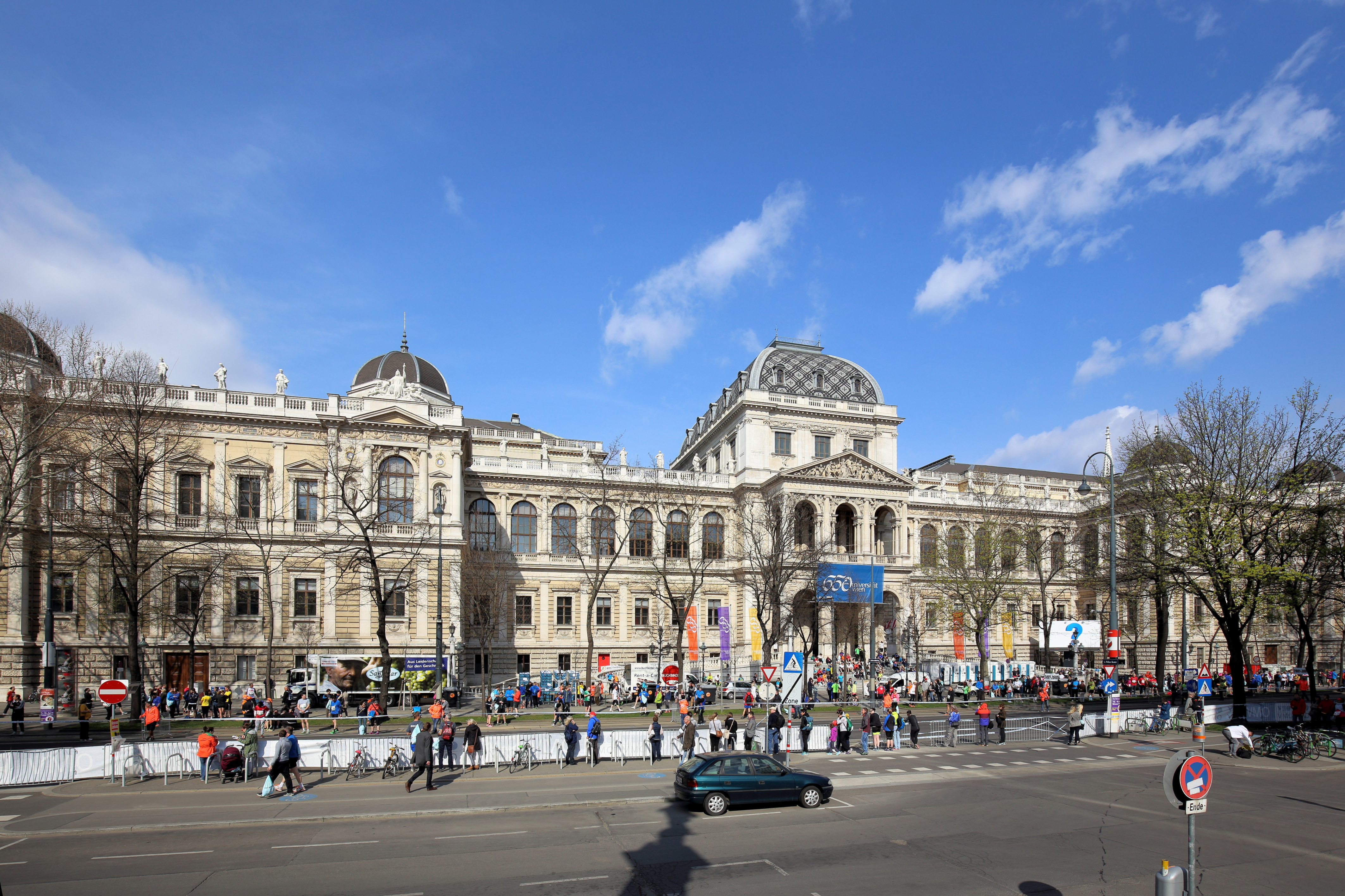
Головний корпус Віденського університету

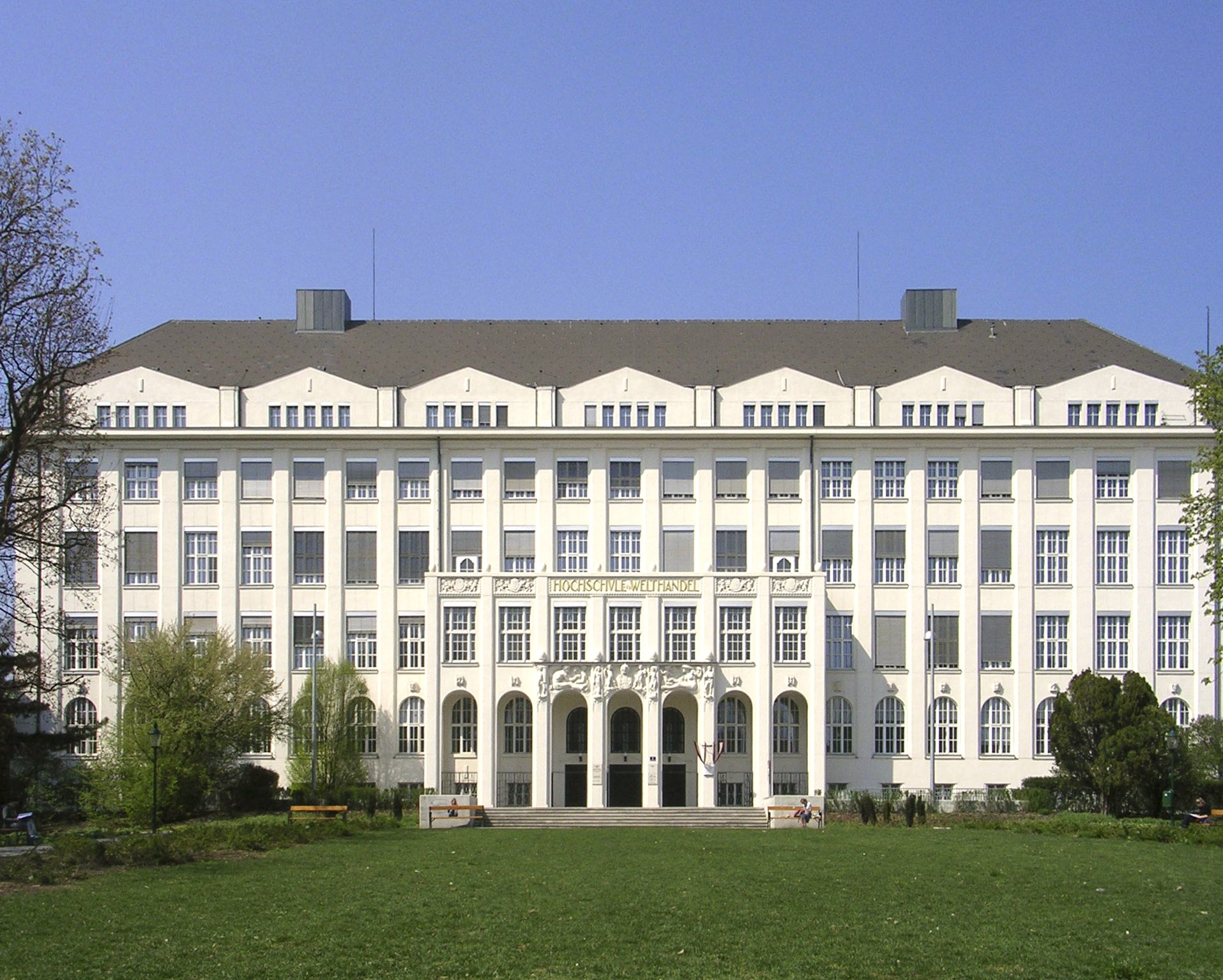
Віденський економічний університет

У Відні є: 283 початкові школи (Volksschulen), з яких 217 є державними школами; 120 шкіл (Hauptschulen), з яких 96 є державними; 46 спеціальних шкіл (Sonderschulen), з яких 40 є державними школами; та 95 загальноосвітніх шкіл (Allgemeinbildende höhere Schulen), з яких 67 є державними школами. Також у Відні є 28 професійно-технічних училищ (Berufsschulen), з яких 25 державних, 22 професійно-технічних училищ та коледжів (technische und gewerbliche mittlere und höhere Schulen), з яких 11 державних, 21 вузькоспеціалізована середня школа, з яких 8 державно-громадські і 16 комерційних шкіл і коледжів (kaufmännische mittlere und höhere Schulen), з яких 6 державно-громадські.
Віденський університет є також найбільшим і найстарішим університетом в сучасному німецькомовному світі (найперший старий німецький університет був в Празі). Він був заснований у 1365 році як «Alma Mater Rudolphina» і був відомий в основному через свою медичну школу (з 2004 року існує вже як незалежний університет під назвою Медичний Університет Відня). У 1692 році була створена Академія витончених мистецтв у Відні, заснована як приватна академія (Hofkammermalers Peter Strudl); у 1765 році був заснований заклад Марії Терезії, який, згодом, став Університетом Ветеринарної медицини Відня. Загалом, місто славиться своєю вищою школою, у Відні багато історичних та відомих в світі університетів:
- Академія образотворчих мистецтв
- Дипломатична академія Відня
- Віденський медичний університет
- Приватний університет управління Відня
- Університет прикладних мистецтв у Відні
- Віденський університет музики й виконавського мистецтва
- Університет ветеринарної медицини Відня
- Віденський університет
- Віденський економічний університет
- Університет природних ресурсів і прикладних природничих наук (Відень)
- Віденський технічний університет Vienna University of Technology
- Вебстер університет у Відні

Відомі ще численні міжнародні школи у Відні:
- Американська міжнародна школа (Відень)
- Дунайська міжнародна школа
- Міжнародний університет у Відні
- Французький ліцей Відня
- Віденська християнська школа
- Віденська міжнародна школа

### Наукові заклади
- Австрійський інститут економічних досліджень
- Віденський інститут міжнародних економічних досліджень
- Австрійська національна бібліотека
- Австрійський літературний архів
- Австрійський державний архів

### Транспорт
У Відні добре розвинений громадський транспорт. Його основу складають:
- мережа швидкісних поїздів S-Bahn, що підпорядковується австрійській федеральній залізниці;
- віденський метрополітен U-Bahn, трамваї та автобуси, що входять до складу компанії Wiener Linien;
- місцева залізниця Відень-Баден);
- швидкісні поїзди City Airport Train (CAT), що йдуть із міжнародного аеропорту Швехат до центру Відня;
- інші приватні автобусні лінії.

Трамвайне сполучення у Відні існує з 1865 року і зараз нараховує близько 179 км залізничної колії. Таким чином, у Відні знаходиться одна з найстаріших та найдовша трамвайна мережа у світі. У 1898 році було відкрите сполучення швидкісних поїздів Stadtbahn, яке зараз відоме як U-Bahn та S-Bahn. Автобусні маршрути почали працювати у Відні з 23 березня 1907 року. Мережа автобанів і залізниць сполучає Відень з іншими містами Австрії і Європи.
Єдиний Головний вокзал знаходиться на стадії будівництва, дальні рейси обслуговують три головні вокзали: Південний, Західний і вокзал імені Франца Йосипа. Віденський міжнародний аеропорт Швехат розташований за 18 кілометрів на південний схід від центру міста і є найбільшим і найважливішим аеропортом Австрії. Центр міста — пішохідна зона, у якій єдиний вид транспорту — фіакр.

## Культура, визначні пам'ятки

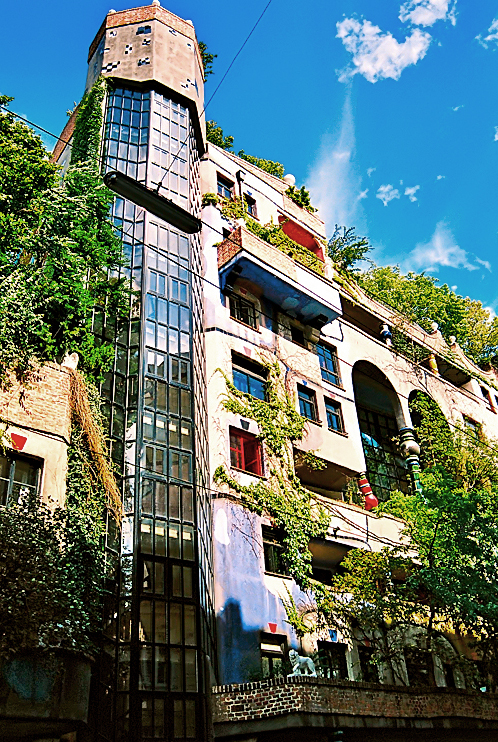
Гундертвассергаус — будинок із нерівними підлогами, дахом, вкритим землею і травою, деревами, що ростуть із середини квартир

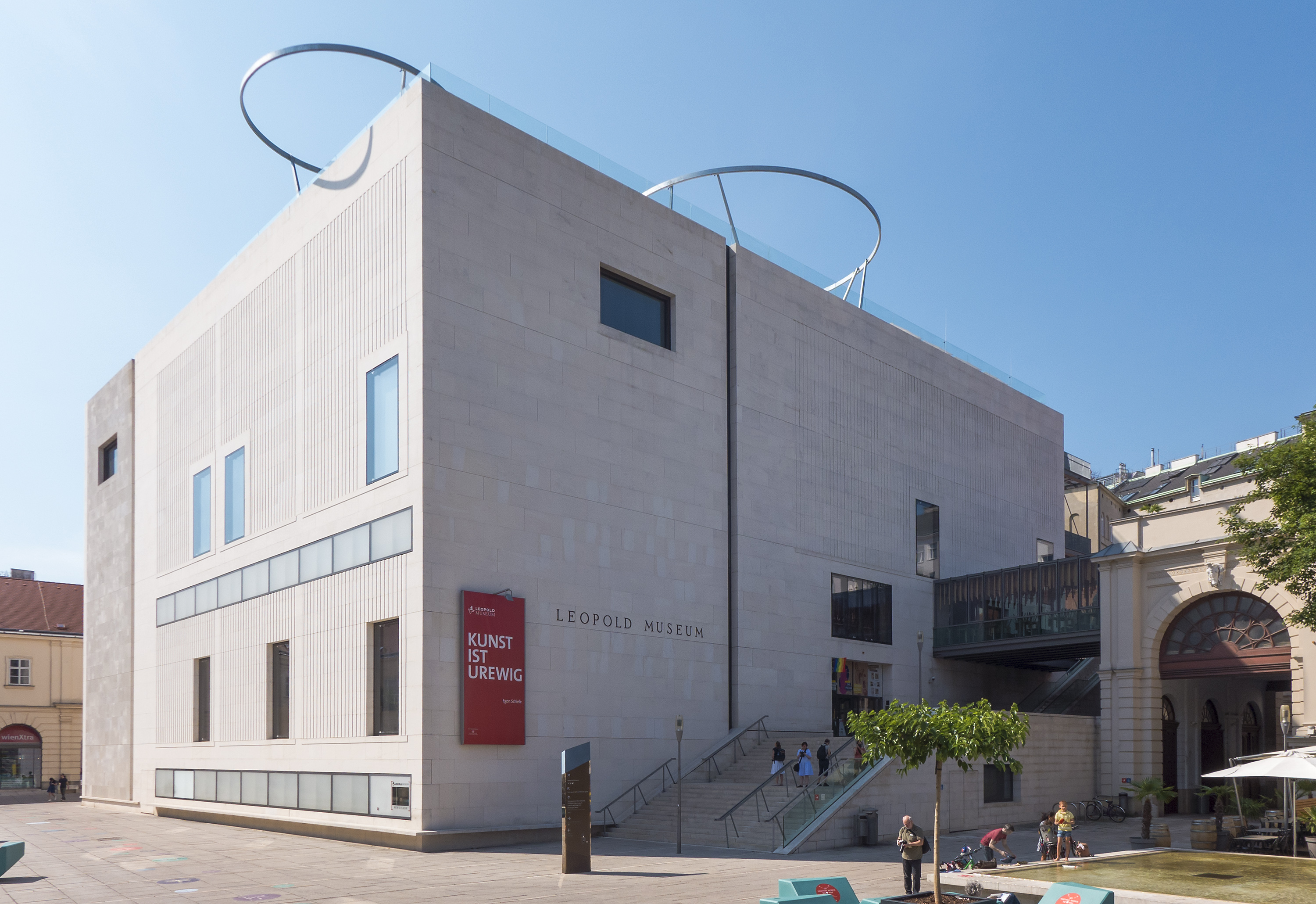
Музей Леопольда

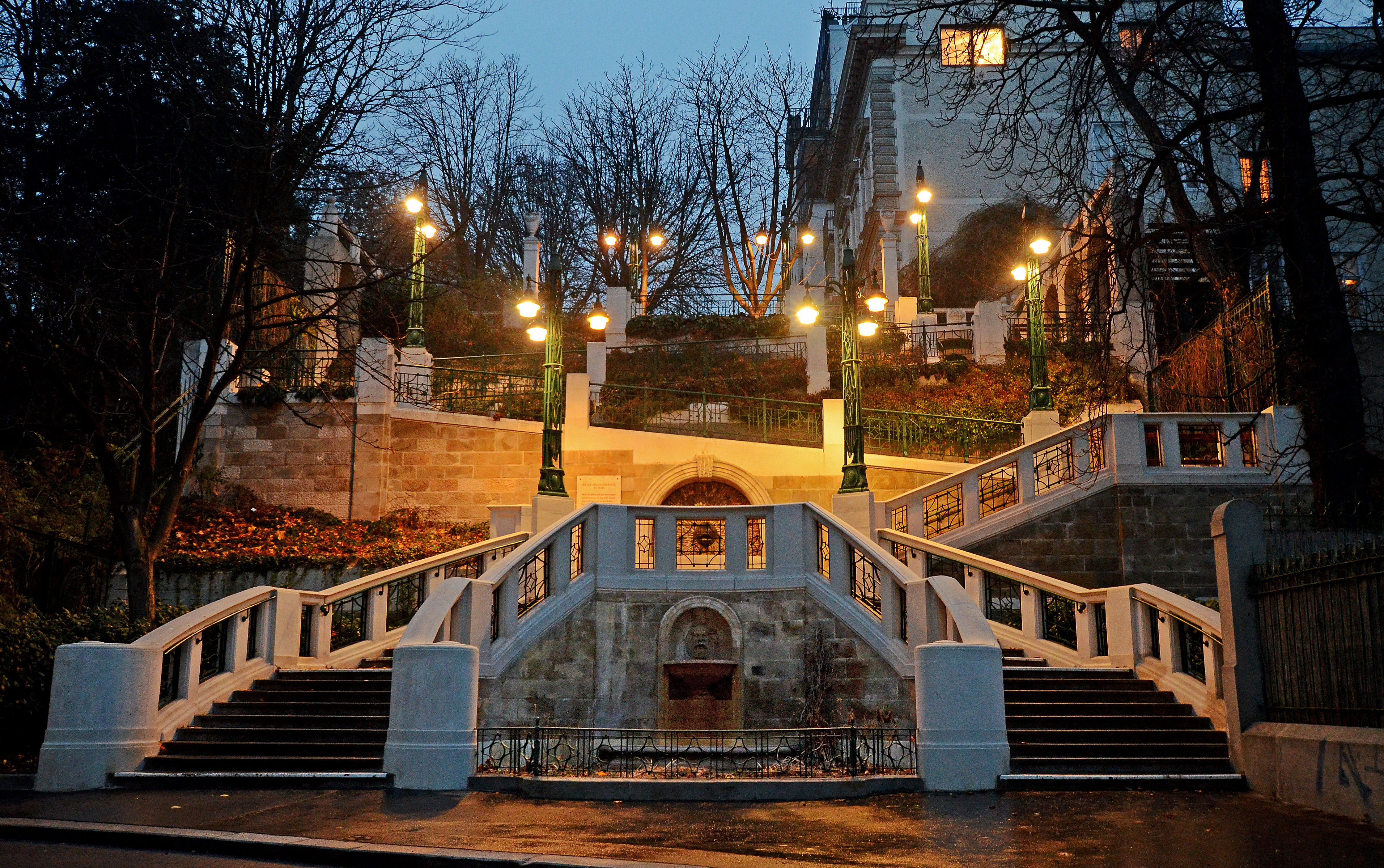
Штрудльгофські сходи

У Відні розташований міжнародний центр ООН — VIC. Віденська опера — одна з найвідоміших у світі. Гундертвассергаус — шедевр архітектора Гундертвассера. Гофбурґ — резиденція імператорів Священної Римської імперії. Палац Бельведер — розкішний бароковий палацовий комплекс. Будинок парламенту Австрії — один з найяскравіших прикладів неогреку в Європі.

### Театри
- Віденський театр «Уранія»

### Музеї Відня
- Музейний квартал
- Музей історії мистецтв
- Альбертіна — один із найвизначніших музеїв образотворчого мистецтва у світі.
- Військово-історичний музей — один з найстаріших військово-історичних музеїв у світі.
- Палац Бельведер
- Віденський будинок мистецтв
- Музей декоративно-ужиткового мистецтва
- Музей сучасного мистецтва
- Музей Леопольда (заснував Рудольф Леопольд, твори Егона Шиле, Густава Клімта, дизайнерські твори від Йозефа Хофмана до Коломана Мозера)

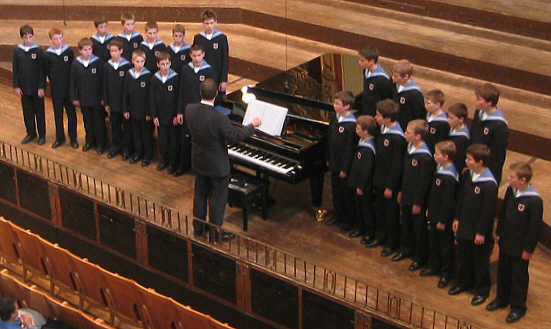
Віденський хор хлопчиків виступає в залі Віденського музичного товариства

- Технічний музей.

### Зоопарк
Шенбруннський зоологічний парк віденської аристократії був започаткований у 1752 році при резиденції Габсбурґів палацу Шенбрунн, що заступив невеликий, відомий ще від 1540 року, звіринець. Він містився просто в парку палацу Шенбрунн у районі Гітцинґ.

### Музика
Відень славний своїми музичними традиціями. Окрім Віденської опери тут функціонує відомий на весь світ Віденський філармонічний оркестр, який щорічно проводить традиційний Новорічний концерт у Золотому залі Віденської філармонії. Місто також славиться на весь світ Хором хлопчиків.

### Кіно
Щороку у жовтні з 1960 року в місті відбувається міжнародний «Віденський кінофестиваль». Переможці нагороджуються «Кінопремією Відня» (Vienna Film Prize). Традиційно демонстрування фільмів відбувається у кіноцентрах: Gartenbaukino, Urania, Metro-Kino, Filmmuseum, Stadtkino.

## Спорт

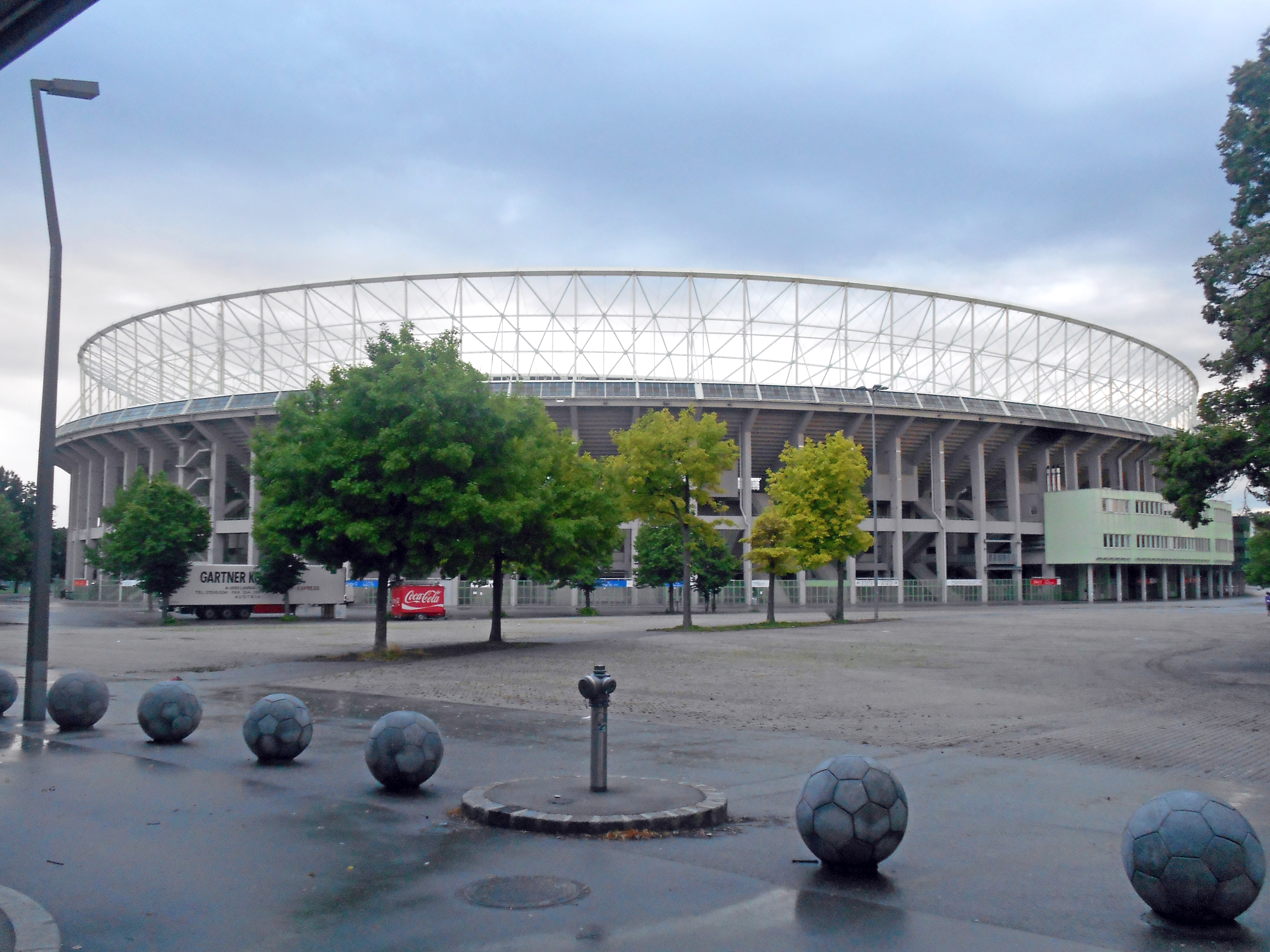
Ернст-Гаппель-Штадіон

Відень є місцем проведення різних спортивних заходів, включаючи Віденський міський марафон (Vienna City Marathon), який залучає більше 10000 учасників-марафонців щорічно і зазвичай проводиться у травні. У 2005 році в місті проводився Чемпіонат світу з хокею із шайбою, фінал якого також відбувся у Відні. Найбільший футбольний стадіон Австрії — «Ернст-Гаппель-Штадіон» став місцем проведення чотирьох фіналів Ліги Чемпіонів і Кубка європейських чемпіонів (1964, 1987, 1990 і 1995 років), а 29 червня 2008 року у столиці Австрії провели фінал європейського футбольного форуму Євро-2008. У віденців улюбленим видом спорту є плавання, яке поступається за популярністю лише футболу. Для цієї мети споруджено численні басейни є, а також користаються наявністю упорядкованих природних вод, особливо пляжі (Gänsehäufel) і піщані острови в Старому Дунаї.
В столиці Австрії зосереджено найбільше спортовців та спортивних команд країни. Найвідоміші місцеві клуби — футбольні: «Рапід» (SK Rapid Wien) — 32 австрійських чемпіонських звань, «Аустрія» (FK Austria Wien) — з 23 титулами чемпіона і 26 разів володар Кубка країни) і найстаріша команда Австрії — «Перший Віденський ФК» (First Vienna FC). Інші відомі спортивні клуби: (Dodge Vikings Vienna) — американський футбол, який вигравав європейський форум (Eurobowl) між 2004 і 2007 роками 4 рази підряд; (Aon hotVolleys Vienna) одна з провідних волейбольних команд Європи, (Superfund Wanderers) — бейсбол, і «Відень Кепіталс» (Vienna Capitals) — хокей з шайбою. Популярна жіноча гандбольна команда (Margareten Fivers) та чоловіча дружина (SG Handball West Wien), адже саме в Відні, була створена і розташована Європейська федерація гандболу.
На додаток до командних видів спорту, є у Відні розвивається широкий спектр індивідуальних видів спорту. Численні бігові доріжки у Пратері або на набережні Дунаю чи його островів є дуже популярними серед громади міста та її спортовців. Значні змагання відбуваються на («Ferry-Dusika») критому стадіоні. Для велосипедистів прокладені більше 1000 кілометрів маршрутів, на додаток до численних гірські велосипедних ділянок в горах поблизу міста. На Старий Дунай і Дунай виходять численні веслувальники, у цілому, тут налічується 11 різних клубів веслування. У Відні є чисельні гольф-клуби, які є асоційованими членами австрійської Асоціації гольфу. А Фехтувальний клуб Відня один з найвідоміших в Європі. В місті також розвиваються й зимові види спорту, через близькість альпійських гір та розгалуженої мережі та інфраструктури гірськолижного спорту.

## Політика
До 1918 року політику Відня формувала Християнсько-соціалістична партія (нині не існує), особливо Карл Люґер, багаторічний міський голова. В наші дні Відень є форпостом австрійських соціал-демократів. Вони прийшли до влади ще в період Першої республіки (1918–1934) і провели безліч давно назрілих соціальних реформ, поліпшивши якість життя сотень тисяч робітників. Політику тогочасної мерії поважали соціалісти всієї Європі, які називали місто «Червоним Віднем» (Rotes Wien). Єдиною перервою в правлінні соціал-демократів у місті були 1934–1945 роки, коли в країні запанував австрофашизм, а потім і нацизм (після аншлюсу).

## Персоналії
У Відні жили і працювали композитори Вольфганг Амадей Моцарт, Людвіг Бетховен, Ф.Шуберт, Й.Штраус, Йоганес Рукґабер, психолог Фройд — і багато інших видатних діячів науки і культури.
- Марія-Луїза Австрійська (1791—1847) — дочка імператора Священної Римської імперії Франца II (з 1806 — імператора Австрії Франца I), внучата племінниця Марії Антуанетти
- Каетан фон Фельдер (1814—1894)  — австрійський ентомолог
- Фрідріх Оман (1858—1927)  — австрійський архітектор
- Артур Шніцлер (1862—1931) — австрійський прозаїк та драматург
- Марія фон Вечера (1871—1889) — австрійська дворянка, коханка австрійського кронпринца Рудольфа
- Фріц Крейслер (1875—1962) — австрійський композитор і скрипаль
- Джое Май (1880—1954) — німецький і американський кінорежисер і продюсер австрійського походження
- Стефан Цвейг (1881—1942) — австрійський письменник, критик
- Еріх фон Штрогейм (1885—1957) — американський кінорежисер, актор, сценарист
- Макс Стайнер (1888—1971) — американський кінокомпозитор
- Фріц Ланг (1890—1976) — австрійсько-німецько-американський кінорежисер, сценарист, продюсер і актор
- Маді Кристіянс (1896—1951) — австрійська акторка
- Йозеф Шильдкраут (1896—1964) — австрійський актор
- Антон Волбрук (1896—1967) — австрійський актор
- Фред Циннеманн (1907—1997) — американський кінорежисер австрійського походження
- Ґертруда Прессбурґер — австрійська жертва Голокосту
- Міклош Іжо — угорський скульптор, працював у скульптурній майстерні. З 1859 року навчався у Віденській академії образотворчих мистецтв
- Паула Весселі (1907—2000) — австрійська акторка театру і кіно, кінопродюсер
- Отто Скорцені (1908—1975) — австрійський інженер і підприємець, оберштурмбанфюрер СС
- Кац Сигізмунд Абрамович (1908—1984) — радянський композитор
- Геді Ламар (1914—2000) — австрійсько-американська акторка та винахідниця
- Луїза Райнер (1910—2014) — німецька актриса
- Ернест Голд (1921—1999) — американський кінокомпозитор
- Оскар Вернер (1922—1984) — австрійський актор
- Марія Шелл (1926—2005) — швейцарська актриса австрійського походження
- Зента Бергер (* 1941) — австрійська і німецька актриса та продюсер
- Марія Ром (1945—2018) — австрійська актриса
- Купченко Ірина Петрівна (* 1948) — радянська і російська акторка театру і кіно
- Удовиченко Лариса Іванівна (* 1955) — радянська та російська акторка театру і кіно.

## Зовнішні відносини
Відень є однією з неофіційних столиць світу (в питаннях зовнішніх відносин і дипломатії). Віками, за містом закріпилася слава дипломатичних урегульовувань та місця міждержавних відносин. Завдяки цьому в світовому політикумі закріпилися певні дефініції-поняття, притаманні тільки з Віднем:
- Віденський конгрес — (Congress of Vienna)
- Віденська конференція (Vienna Conference)
- Віденські договори (Treaty of Vienna)
- Віденська конвенція (Vienna Convention):
  - Віденська конвенція про право міжнародних договорів
  - Віденська конвенція про дипломатичні відносини
  - Віденська конвенція про дорожній рух
  - Віденська конвенція про дорожні знаки та сигнали
  - Віденська конвенція про охорону озонового шару

### Міжнародні організації в Відні
Відень було проголошено в 1979 році, третім містом перебування численних світових координаційних структур, нарівні з ООН-Сіті в Нью-Йорку і ООН-Сіті в Женеві. Тому й постав ООН-Сіті в Відні на північ від річки Дунай (згодом тут «виріс» цілий представницький комплекс з назвою Дунай-Сіті), крім того, місто є домівкою для багатьох інших міжнародних організацій:
- Агентство Європейського Союзу з основних прав (раніше ЕЦМРК — Європейський центр моніторингу расизму та ксенофобії)
- МПІ (IPI) — Міжнародний інститут преси
- МКОРД (IKSD) — Міжнародна комісія з захисту Дунаю
- ОПЕК — Організація держав-експортерів нафти

- ФМРО (OFID) — Фонд ОПЕК з міжнародного розвитку

- ОБСЄ — Організація з безпеки і співробітництва в Європі
- Підрозділи ООН — Організації Об'єднаних Націй

- МАГАТЕ — Міжнародне агентство з атомної енергії (Нобелівська премія миру в 2005 року)
- ЮНІДО (UNIDO) — Комітет з промислового розвитку
- ЮНОДК (UNODC) — Управління з наркотиків та злочинності
- ЮНДКП (UNDCP) — Міжнародна програма з контролю над наркотиками
- УВКБ (UNHCR) ООН — Управління Верховного комісара ООН у справах біженців
- ОДВЗЯВ (CTBTO) — Підготовча комісія Організації з Договору про всеосяжну заборону ядерних випробувань
- ЮНСІТРАЛ (UNCITRAL) — Комісія ООН з прав міжнародної торгівлі
- УВКП (UNOOSA) — Управління ООН з питань космічного простору
- НКДАР (UNSCEAR) ООН — Комітет з дії атомної радіації ООН
- ЮНПА (UNPA) — Поштова адміністрація ООН

### Благодійні організації у Відні
Поряд з міжнародними та міжурядовими організаціями, існують десятки благодійних організацій, що базуються у Відні, ці організації надають допомогу товарами і фінансову допомоги десяткам тисяч знедоленим дітям і нужденним людям в країнах, що розвиваються.
Однією з таких організацій є мережа «SOS Children's Villages», заснована Германом Гмайнером в 1949 році. Сьогодні, села «SOS-Children's» діють у 132 країнах і територіях світу. Серед інших організацій слід відмітити HASCO і дитячий «Міст надії» (Childrens Bridge of Hope).

### Міста-побратими
- Сербія, Белград — 2003
- Словаччина, Братислава — 1993 (2003)
- Угорщина, Будапешт — 1990
- Польща, Варшава — 2001
- Хорватія, Загреб — 1994
- Україна, Київ — 1991
- Словенія, Любляна
- Росія, Москва — 1991
- Ізраїль, Тель-Авів — 2005
- Чехія, Брно
- Туніс, Туніс
- Туреччина, Стамбул — 2007
- Іран, Тебриз — 2009
- Сербія, Ніш — відносини, схожі з «побратимством»:

### Дружні-побратимські відносини між районами
Окремі райони Відня є побратимами й розвивають дружні культурно-мистецькі відносини з японськими містами чи районами-містами:
- Alsergrund з Takarazuka, Hyōgo (з 1994 року)
- Döbling з Сетагава, Токіо (з 1985 року)
- Donaustadt з Аракава, Токіо (з 1996 року)
- Floridsdorf з Кацусіка, Токіо (з 1987 року)
- Hernals з Футю, Токіо (з 1992 року)
- Hietzing з Габікіно, Осака (з 1995 року)
- Innere Stadt з Таїто, Токіо (з 1989 року)
- Meidling з Гіфу (з 1992 року)

Крім того, віденський район Леопольдштадт (Leopoldstadt) і район Нью-Йорка — Бруклін вступили в партнерські відносини в 2007 році.